# I Invented Sex
I Invented Sex è un singolo del cantante statunitense Trey Songz, pubblicato nel 2009 ed estratto dall'album Ready. Il brano vede la partecipazione del rapper canadese Drake.
Il brano è stato riproposto dal cantante R&B Chris Brown per il suo mixtape del 2010 In My Zone in una sua versione intitolata I Invented Head.

## Tracce
- Download digitale

1. I Invented Sex (featuring Drake) – 4:08

## Classifiche
| Classifica (2009) | Posizione massima |
| ----------------- | ----------------- |
| Stati Uniti       | 42                |
| Stati Uniti (R&B) | 1                 |